# 伊万里市立伊万里中学校

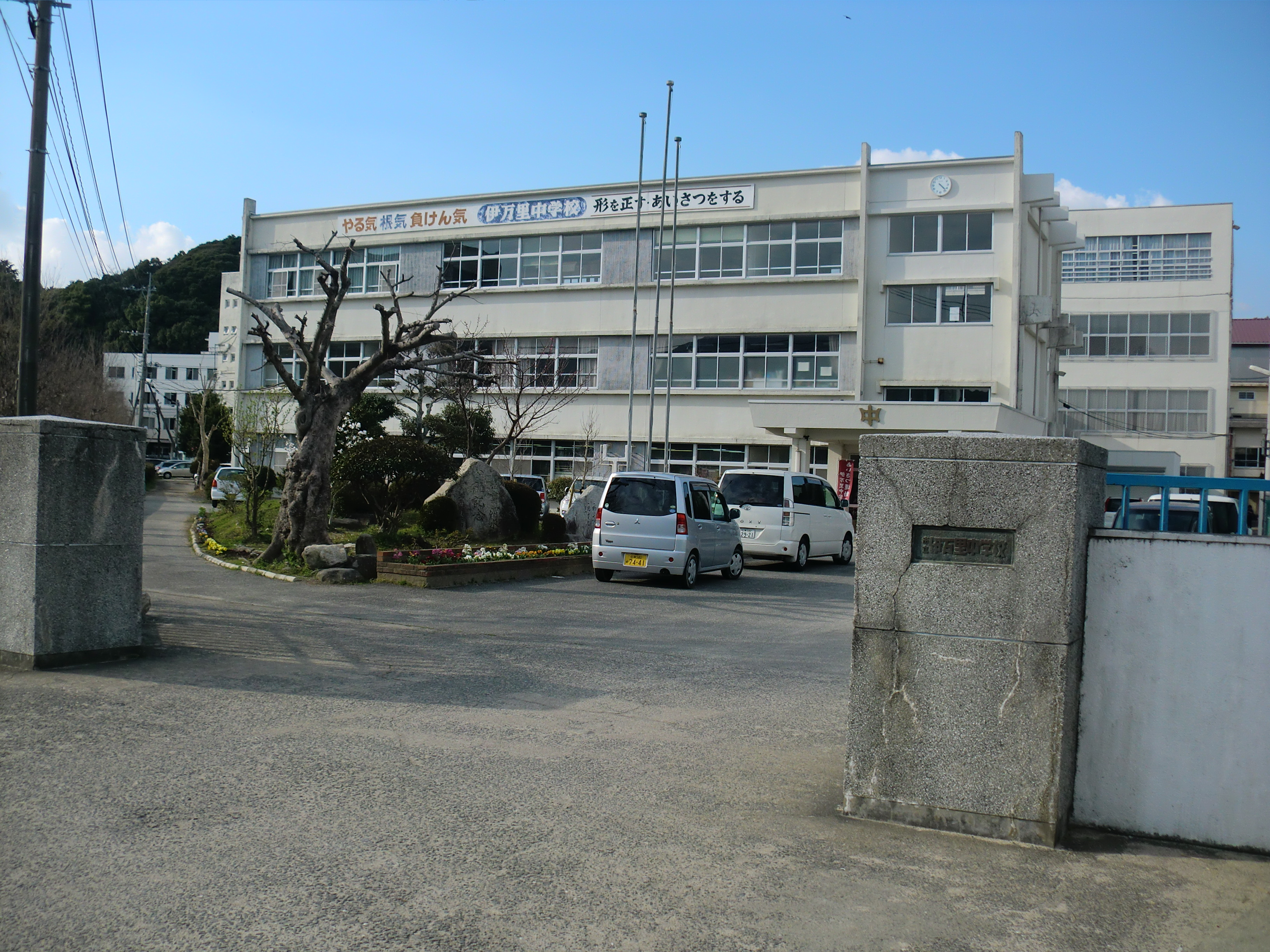
旧校舎

伊万里市立伊万里中学校（いまりしりつ いまりちゅうがっこう）は佐賀県伊万里市立花町にある市立中学校。略称「伊中（いちゅう）」。

## 概要
歴史
1947年（昭和22年）の学制改革で「伊万里町立伊万里中学校」として開校。現校名となったのは1954年（昭和29年）。1991年（平成3年）には伊万里市立啓成中学校を新設分離した。2022年（令和4年）には創立75周年を迎える。
校訓
伊中生徒は
一. 形を正す
一. 挨拶をする
一. 負けじ魂をもつ
一. 物を大切にする
一. 思いやりの心をもつ
校章
「中」の文字
校歌
作詞は片岡繁男、作曲は宮原禎次による。歌詞は3番まであり、各番に校名の「伊万里中学校」が登場する。
通学区域
- 伊万里市立大坪小学校区
- 伊万里市立大川内小学校区
- 伊万里市立立花小学校区[1]

## 沿革
- 1947年（昭和22年）
  - 4月 - 学制改革（六・三制の実施）により、「伊万里町立伊万里中学校」が設置される。
    - 伊万里町上黒尾乙1番地の伊万里高等青年学校の校舎を使用。初代校長は川崎文次。生徒数919名、学級数19。
    - 教室不足で伊万里実科女学校（現・伊万里神社西側駐車場）校舎、伊万里町立第一小学校校舎（一部）も借用。

  - 5月3日 - 開校式を挙行。
- 1951年（昭和26年）- 木造2階建て新校舎が完成。
- 1954年（昭和29年）4月 - 9町村の対等合併により伊万里市が市制施行。これにより、「伊万里市立伊万里中学校」（現校名）に改称。
- 1956年（昭和31年）- 立花町4040番地に鉄筋コンクリート造4階建ての新校舎（2期分）が完成し、移転を完了。
- 1958年（昭和33年）- 鉄筋コンクリート造4階建て校舎（3期分）が完成。
- 1960年（昭和35年）- 講堂兼体育館が完成。
- 1961年（昭和36年）
  - 4月 - 特殊学級を新設。
  - この年 - 前校舎（6教室）が完成。
- 1963年（昭和38年）- この年度の生徒数が1,891名（学級数41）と最高人数を記録する。
- 1964年（昭和39年）- 鉄筋コンクリート造3階建て校舎（前校舎）を増築。
- 1967年（昭和42年）7月9日 - 集中豪雨による水害で、校地・校舎ともに浸水し、大きな被害を受ける。
- 1970年（昭和45年）- 新体育館用地を造成。
- 1971年（昭和46年）- 校舎1棟と旧体育館を解体。
- 1976年（昭和51年）- 鉄筋コンクリート造2階建て校舎を増築。
- 1977年（昭和52年）- 体躯部室が完成。
- 1984年（昭和59年）- プール、柔道場が完成。
- 1989年（平成元年）- 体育館の大規模改修を実施。
- 1991年（平成3年）4月 - 伊万里市立啓成中学校を新設分離。
  - これにより、伊万里市立伊万里小学校区、伊万里市立牧島小学校区が啓成中学校区となる。
- 1991年（平成3年）から1993年（平成5年）にかけて校舎の大規模改修を実施。
- 1994年（平成6年）- 校訓を改定。
- 1997年（平成9年）- 校旗を新調。
- 2022年（令和4年）- 屋内運動場改修
- 2024年（令和6年）- 新校舎完成。グラウンド拡張工事完了

## 周辺
- 伊万里市立大坪小学校
- 伊万里市民図書館
- 伊万里簡易裁判所
- 大坪郵便局
- 敬徳高等学校

## 著名な出身者
- 森永太一郎 - 森永製菓創業者
- 川原茂輔 - 衆議院議員

## 参考資料
- 「伊万里市史 教育・人物編」（2003年（平成15年）3月31日発行, 伊万里市）p.389 - p.392
- 「完成記念式典」配布資料(2024年(令和6年)3月21日配布)